# Ece Çeşmioğlu
Ece Çeşmioğlu (* 26. November 1990 in Istanbul) ist eine türkische Schauspielerin.

## Leben und Karriere
Çeşmioğlu wurde am 26. November 1990 in Istanbul geboren. Ihre Familie stammt teilweise aus Jugoslawien. Sie studierte an der Mimar Sinan Üniversitesi. Ihre Schauspielkarriere begann sie mit zwölf in der Serie Çocuklar Duymasın. Zwischen 2011 und 2012 trat sie in Firar auf. 2017 spielte sie in Yüz Yüzemit. Außerdem bekam sie 2022 eine Rolle in Yakamoz S-245.

## Filmografie
Filme
- 2010: Ev
- 2011: Başlangıç
- 2015: Kuş
- 2020: Türkler Geliyor (Türkler Geliyor: Adaletin Kılıcı)
- 2021: Bembeyaz
- 2021: Geçen Yaz
- 2022: Mukavemet

Serien
- 2002: Çocuklar Duymasın
- 2004: Çocuğun Var Derdin Var
- 2005: El Bebek Gül Bebek
- 2005: Nehir
- 2005: Gümüş
- 2006–2008: İki Aile
- 2008: Eyvah Halam
- 2011–2012: Firar
- 2012–2013: Öyle Bir Geçer Zaman ki
- 2015: Yaz'ın Öyküsü
- 2016: Kalbim Yangın Yeri
- 2016–2017: Muhteşem Yüzyıl: Kösem
- 2017: Yüz Yüze
- 2021: Yuvamdaki Düşman
- 2018–2019: Söz
- 2020: Tutunamayanlar
- 2022: Yakamoz S-245